# Paul Budnitz
Paul Budnitz (né le 14 septembre 1967) est un entrepreneur américain. Il est le fondateur du revendeur Kidrobot et du réseau social Ello,,,. En plus de fonder l'entreprise de jouets Superplastic, il possède Budnitz Bicycles à Burlington (Vermont),,,.

## Biographie

### Enfance et éducation
Paul Budnitz a grandi à Berkeley, en Californie, dans une famille juive. Son père était physicien nucléaire, et sa mère travailleuse sociale. Il a été diplômé de Berkeley High School et a été transféré à l'université Yale dans le Connecticut,.

### Carrière
Budnitz est aussi réalisateur. En 1996, il réalise le film 93 Million Miles from the Sun. En 2001, il réalise Ultraviolet, un court métrage de 13 minutes.
Budnitz est le fondateur de Kidrobot, Ello, Budnitz Bicycles, et Superplastic.

### Vie personnelle
Budnitz a vécu à Boulder, à New York, dans le Montana et à Shelburne, dans le Vermont. Il est marié à Sabine "Sa Budnitz". Le couple partage son temps entre le Vermont et New York,,,,,,.